# 中峰明本
中峰明本（ちゅうほう みんぽん）は、中国の元代の禅僧。諡は智覚禅師。俗姓は孫。号は中峰、または幻住道人。杭州銭塘県の出身。南嶽懐譲下の第22世に当たる。

## 生涯
9歳で母と死別し、幼くして仏に帰心し、15歳で出家を志した。若くして『法華経』・『円覚経』・『金剛経』などの経典を読誦し、燃指供養を実践するなど、講学と修行につとめた。
至元23年（1286年）、天目山獅子巌の高峰原妙に師事して剃度し、至元25年（1288年）に具足戒を受け、翌年には師の心印を伝授された。原妙の没した元貞元年（1295年）、師は明本に住寺の大覚寺を継がせようとしたが、明本は頑として受けず、第一座の僧に継がせて、自身は山を下りた。
その後、各地を遊方行脚して、修行と教化につとめた。定住処を持たず、「幻住庵」と名づけた庵を各地に造って、そこに仮寓した。また、時に天目山にも帰山したりした。霊隠寺や径山から招かれても応じず、延祐5年（1318年）には仁宗によって宮中に召されたが、応じなかった。それでも、金襴の袈裟を下賜され、仏慈円照広慧禅師の号、さらに「師子正宗寺」の院号を賜った。また、英宗からも尊崇され、顕貴の中にも、明本に師事した者が少なくない。趙孟頫とも交遊した。
明本は儒と仏との調和融合を主張し、また一方で「教禅一致」や「禅浄一体」をも主張している。実際、明本は浄土信仰者であり、「観念阿弥陀仏偈」や「懐浄土詩百篇」を著述している。至治3年（1323年）8月14日、61歳で没した。文宗は智覚禅師と諡し、塔を法雲と号した。
元統2年（1334年）、順帝が『天目中峰和尚広録』30巻を入蔵させ、普応国師と加諡した。

## 参禅した日本人の入元僧
- 古先印元（1295年 - 1374年）
- 遠渓祖雄（1286年 - 1344年）
- 復庵宗己（1280年 - 1358年）
- 無隠元晦（? - 1358年）
- 明叟斉哲（? - 1347年）

## 著作
- 『幻住庵清規』
- 『一華五葉』
- 『東語西語』
- 『幻住家訓』

## 伝記資料
- 『天目中峰和尚広録』
  - 「仏慈円照広慧禅師中峰和尚行録」
  - 「智覚禅師法雲塔銘」
  - 「普応国師道行碑」
- 『仏祖歴代通載』巻36
- 『釈氏稽古略続集』
  - 「五燈厳燈」21
  - 「浄土聖賢録」4